# Horská louka u Háje
Horská louka u Háje je přírodní rezervace východně od Háje u Loučné pod Klínovcem v okrese Chomutov. Chráněné území bylo vyhlášeno k ochraně dochované typické krušnohorské horské louky s výskytem vzácných druhů rostlin, ke kterým patří běloprstka bělavá, kropenáč vytrvalý, prstnatec Fuchsův a tučnice obecná.

## Historie
Území v minulosti sloužilo jako chudá pastvina, v jejíž severní části stála osada Königsmühle. Ve druhé polovině dvacátého století osada zanikla a louka začala zarůstat dřevinami. Z osady se v chráněném území dochovaly zříceniny několika budov, zarostlý náhon a úvozová cesta. Oblast také slouží k jímání pitné vody pro okolní vesnice. V sedmdesátých a osmdesátých letech louku negativně ovlivnilo neúspěšné vysazení smrku pichlavého (Picea pungens) a borovice kleče (Pinus mugo). Ve stejné době byl napřímen a zahlouben drobný přítok Černé vody, což vedlo k vysušení lokality.
Chráněné území vyhlásil okresní národní výbor v Chomutově dne 16. května 1994 jako přírodní rezervaci, která je v Ústředním seznamu ochrany přírody evidována pod číslem 1681. Spravuje ji Krajský úřad Ústeckého kraje. Po vyhlášení rezervace začaly být nežádoucí dřeviny odstraňovány, začalo se s kosením a odstraňováním biomasy a meliorovaný potůček byl přehrazen.

## Přírodní poměry
Přírodní rezervace s rozlohou 27,75 hektarů se nachází v Krušných horách v nadmořské výšce 893–959 metrů na východním úbočí Macechy v katastrálním území Háj u Loučné pod Klínovcem. Je součástí evropsky významné lokality Natura 2000 Klínovecké Krušnohoří (11,76 km²) a ptačí oblasti Novodomské rašeliniště – Kovářská s celkovou rozlohou 159,63 km².
Důvodem ochrany území je dochovaná rašelinná horská louka s výskytem vzácných a ohrožených druhů rostlin, která je jednou z posledních typických horských luk v Krušných horách. Na ploše chráněného území se vyskytují tři odlišná společenstva. Polovinu tvoří smilkové trávníky, třetinu mokřady a zbytek horské rašelinné smrčiny v jižní části území. Nejcennější část území se nachází na jižní a východní straně, kde se podmáčená louka mění v louku zrašeliněnou.

### Abiotické podmínky

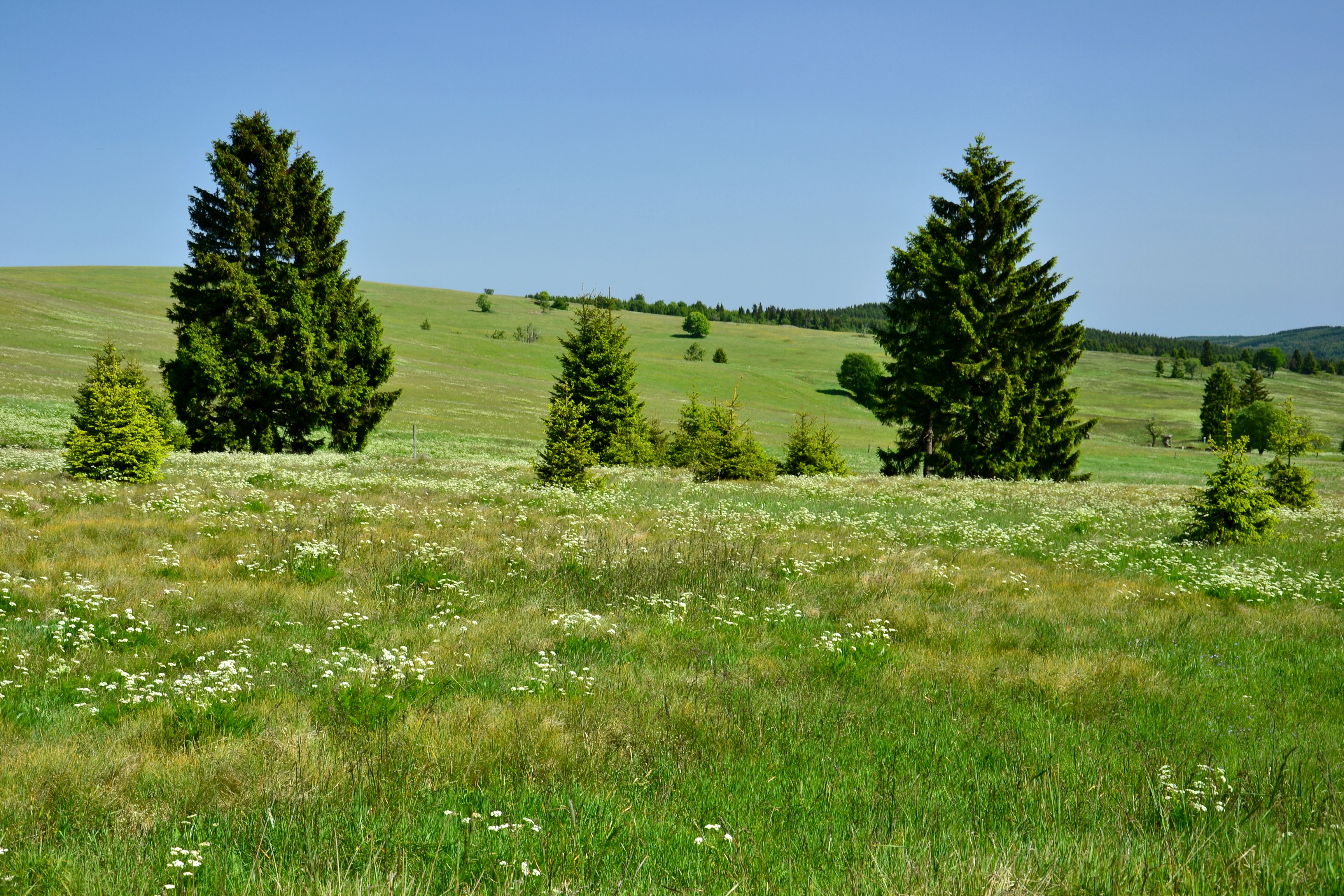
Horská louka u Háje

Geologické podloží je součástí Krušnohorského krystalinika a pochází z období svrchního proterozoika až spodního paleozoika. V podloží jižní části jsou tzv. červené ruly, ale většinu území tvoří dvojslídný až muskovitický svor. V geomorfologickém členění Česka leží lokalita v Krušných horách, konkrétně v podcelku Klínovecká hornatina a okrsku Jáchymovská hornatina. Půdní pokryv tvoří rašeliny a především v jihovýchodní části také gleje. Podél potoka se vyvinuly aluviální půdy.
V rámci Quittovy klasifikace podnebí se chráněné území nachází v chladné oblasti CH6 s průměrnou roční teplotou 4 °C a ročním úhrnem srážek téměř 1000 milimetrů. Loukou protéká potok Černá voda, který se vlévá do Přísečnice a patří k povodí Labe.

### Flóra a fauna
Ze silně ohrožených druhů rostlin roste ve smilkové části pastviny malá a zranitelná populace běloprstky bělavé (Pseudorchis albida). V sušších částech se vykytuje také ohrožená prha arnika (Arnica montana) a na lokalitě hojný koprník štětinolistý (Meum athamanticum). Podmáčené až rašelinné části jsou stanovištěm stabilní populace silně ohroženého kropenáče vytrvalého (Swertia perennis) a malé populace rosnatky okrouhlolisté (Drosera rotundifolia). Posledním silně ohroženým druhem je tučnice obecná (Pinguicula vulgaris), která vyhledává obnažená místa v okolí prameniště. Z dalších ohrožených druhů ve vlhké části roste klikva bahenní (Oxycoccus palustris), prstnatec Fuchsův (Dactylorhiza fuchsii) a vzácně také prstnatec májový (Dactylorhiza majalis).
Na louce se vyskytují převážně běžné druhy fauny. Zvláště chráněné druhy zastupuje bramborníček hnědý (Saxicola rubetra) a ještěrka živorodá (Zootoca vivipara).

## Přístup
Cesta k rezervaci vede z vesnice Háj, kde u kapličky odbočuje ze silnice polní cesta. Ta překonává nízký hřeben, na jehož vrcholku stojí kříž. Od něj klesá ke zbytkům zaniklé osady. Historická úvozová cesta je místy přes dva metry hluboká. Jinou možností, jak se k rezervaci dostat, je lesní a cesta od rozcestníku Selský les na zeleně značené turistické trase z Kovářské do Stráže nad Ohří.